# Tanytarsus akantertius
Tanytarsus akantertius är en tvåvingeart som beskrevs av Sasa och Kamimura 1987. Tanytarsus akantertius ingår i släktet Tanytarsus och familjen fjädermyggor. Inga underarter finns listade i Catalogue of Life.